# Молодь Європейської народної партії
Молодь Європейської народної партії (англ. Youth of the European People's Party, YEPP) — молодіжна організація Європейської народної партії, що об'єднує понад 48 правоцентристських молодіжних політичних організацій з понад 35 країн Європи, сумарна кількість членів яких переважає 1 мільйон.
Заснована в 1997 році.
Всеукраїнські молодіжні громадські організації Демократичний альянс (з 1998 року), Молодий Рух, Батьківщина молода, Солідарна Молодь є повноправними членами Молоді Європейської народної партії (Youth of the European People's Party (YEPP)).
Демократичний Альянс є однією з небагатьох молодіжних організацій Центральної та Східної Європи, які мали представників в керівних органах YEPP. Так, у 2004 році Галина Фоменченко, яка на час обрання обіймала посаду Міжнародного Секретаря організації, стала Віце-президентом цієї впливової міжнародної молодіжної платформи Європи, де представляла інтереси Демократичного Альянсу та української молоді.